# Danajský dar

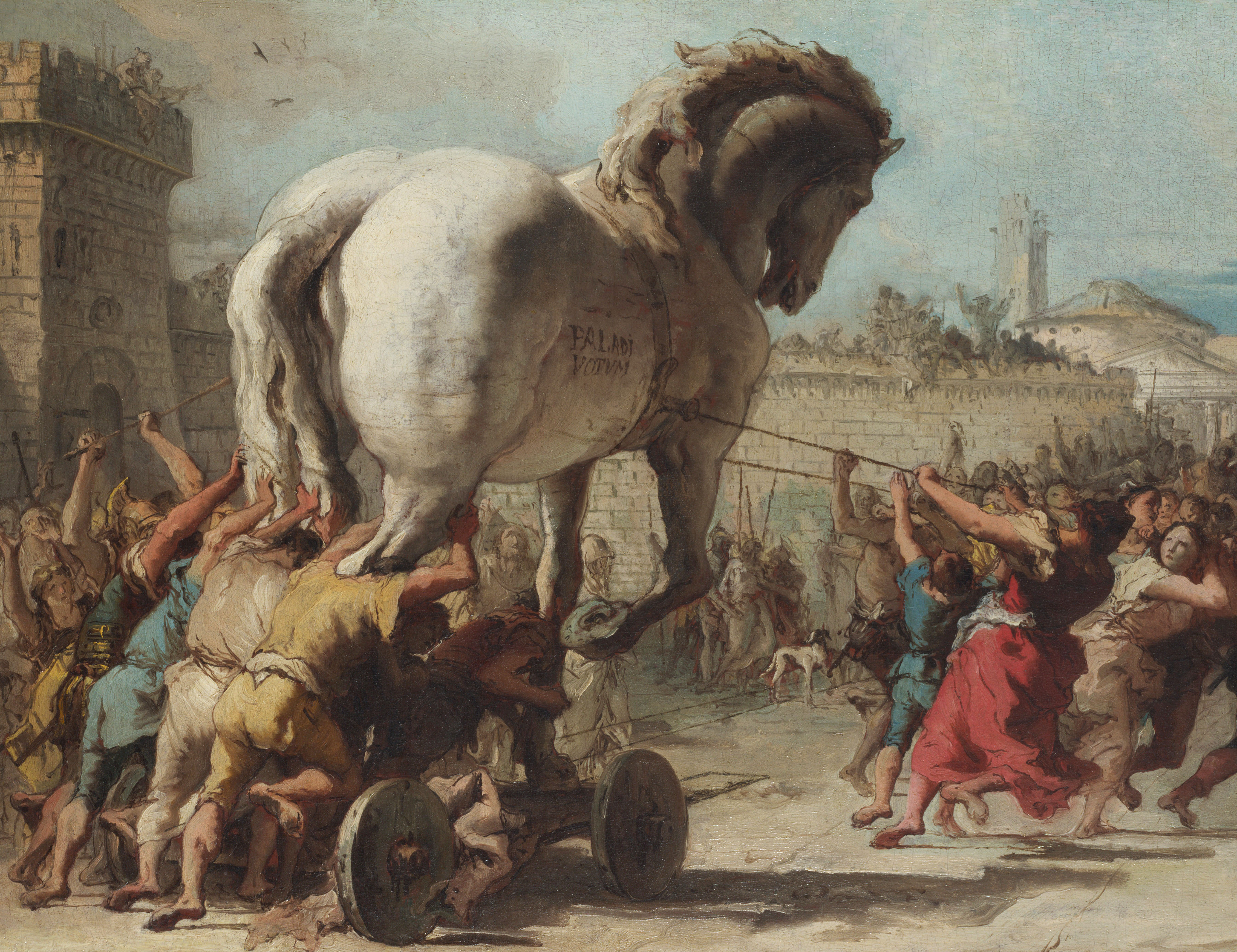
Znázornění Trojského koně, dílo Giovanniho Domenica Tiepola

Danajský dar je ustálené slovní spojení, které vešlo do slovníku jako rčení, přirovnání. Vyznačuje takový dar nebo výtěžek a zisk, který  způsobuje obdarovanému spíše potíže či zlo než užitek a spokojenost. Rčení souvisí s příběhem o Trojském koni z řecké mytologie. 
Rčení je narážkou na varovná slova věštce Láokoóna: „Nevěřte tomu koni, Trójané! Ať je to cokoli, bojím se Danaů, i když přinášejí dary.“ (Aeneis, II, 49, Lat. „Equo ne credite, Teucri! Quidquid id est, timeo Danaos et dona ferentes.“) Darem se zde mínil dřevěný „Trojský kůň“, v němž se pod vedením Odysseovým ukryla skupinka Řeků, kteří deset let marně obléhali Tróju.
Ostatní bojovníci předstírali, že obléhání ukončili a odpluli. Když Trójané přes Laokoónovo varování koně vtáhli do města, Odysseovi muži v noci otevřeli bránu a vpustili Řeky dovnitř. Celý příběh je stručně vylíčen v Homérově Odysseji (VIII. 493–515) a dále rozvinut na začátku 2. knihy Vergiliovy Aeneis. 
Danaové byl název, jímž okolní kmeny nazývaly Acháje, tedy Řeky.
V tradici dálného východu či např. v anglofonním prostředí je v obdobném smyslu používán spíše výraz bílý slon.